# Mönkebude
Mönkebude er en by og kommune i det nordøstlige Tyskland, beliggende i Amt Am Stettiner Haff under Landkreis Vorpommern-Greifswald nær den tysk-polske grænse. Landkreis Vorpommern-Greifswald ligger i delstaten Mecklenburg-Vorpommern.

## Geografi
Mönkebude er beliggende ved den sydvestlige bred af Stettiner Haffs i det beskyttede landskab t Haffküste, seks kilometer fra Ueckermünde. Syd og vest for kommunen ligger det store skovområde Ueckermünder Heide, og kommunen ligger i Naturpark Am Stettiner Haff. Landsbyen er anlagt hesteskoformet omkring havnen. Siden 1990'erne er indbyggertallet steget med næsten 10 %.
Nabokommuner er Grambin, Leopoldshagen, Lübs og Ueckermünde.

## Eksterne kilder og henvisninger
- Wikimedia Commons har flere filer relateret til Mönkebude
- Byens side på amtets websted
- Statistik Arkiveret 8. februar 2017 hos  Wayback Machine
- Websted for Naturpark Am Stettiner Haff